# Katherine Reutter
Katherine Reutter (Champaign, 30 luglio 1988) è una pattinatrice di short track statunitense.

## Palmarès

### Olimpiadi
- Argento a Vancouver 2010 nei 1000 metri.
- Bronzo a Vancouver 2010 nei 3000 metri a staffetta.

### Mondiali
- Oro a Sheffield 2011 nei 1500 metri.
- Argento a Sheffield 2011 nel programma generale.
- Argento a Sheffield 2011 nei 3000 metri.
- Bronzo a Gangneung 2008 nei 3000 metri.
- Bronzo a Sofia 2010 nei 1000 metri.
- Bronzo a Sofia 2010 nei 3000 metri a staffetta.
- Bronzo a Sheffield 2011 nei 1000 metri.

### Mondiali - A squadre
- Bronzo a Heerenveen 2009.
- Bronzo a Varsavia 2011.